# Låsjön, Jämtland
Låsjön är en sjö i Strömsunds kommun i Jämtland och ingår i Ångermanälvens huvudavrinningsområde. Sjön har en area på 1,92 kvadratkilometer och ligger 287,9 meter över havet. Sjön avvattnas av vattendraget Vikan (Vallån).

## Delavrinningsområde
Låsjön ingår i det delavrinningsområde (706938-148861) som SMHI kallar för Utloppet av Låsjön. Medelhöjden är 295 meter över havet och ytan är 6,89 kvadratkilometer. Räknas de 25 avrinningsområdena uppströms in blir den ackumulerade arean 223,64 kvadratkilometer. Vikan (Vallån) som avvattnar avrinningsområdet har biflödesordning 3, vilket innebär att vattnet flödar genom totalt 3 vattendrag innan det når havet efter 200 kilometer. Avrinningsområdet består mestadels av skog (54 procent) och sankmarker (12 procent). Avrinningsområdet har 1,92 kvadratkilometer vattenytor vilket ger det en sjöprocent på 27,8 procent.